# Héctor Arregui
Héctor Ángel Arregui (José C. Paz, Buenos Aires, Argentina, 5 de octubre de 1950, 4 de agosto de 1996) fue un futbolista argentino retirado que jugaba de volante.

## Vida personal
Su hermano menor, Carlos Alberto Arregui, también fue jugador del club.

## Trayectoria
Surgió de las divisiones inferiores del club. La mayor parte de su carrera la desarrolló en el Club Ferro Carril Oeste, en primera división entre 1968 y 1980, con un paso por el exterior para jugar en Colombia con Junior de Barranquilla en 1981 y regresando tras seis meses a la Argentina para jugar en Unión de Santa Fe y posteriormente jugaría en la Segunda División en Tigre. Finalmente terminaría su carrera en San Miguel.
Una calle lleva su nombre en el municipio de José C. Paz (Buenos Aires), de donde la familia Arregui es oriunda.
En 2004, para el centenario del club, los socios decidieron que un tramo de la tribuna local llevara su nombre, igual que los de Gerónimo Saccardi y Héctor Berón.

## Clubes
| Club              | País      | Año         | Partidos | Goles |
| ----------------- | --------- | ----------- | -------- | ----- |
| Ferrocarril Oeste | Argentina | 1968 - 1980 | 409      | 101   |
| Junior            | Colombia  | 1981        | 5        | 0     |
| Unión             | Argentina | 1981        | 14       | 1     |
| Tigre             | Argentina | 1982 - 1983 | 65       | 3     |
| San Miguel        | Argentina | 1984        | 16       | 1     |

## Palmarés

### Campeonatos nacionales
| Título             | Club              | País      | Año  |
| ------------------ | ----------------- | --------- | ---- |
| Primera División B | Ferrocarril Oeste | Argentina | 1978 |